# Oncocnemis fasciata
Oncocnemis fasciata là một loài bướm đêm trong họ Noctuidae.